# Shelda Bede
Shelda Kelly Bruno Bede (Fortaleza, 1 januari 1973), spelersnaam Shelda, is een voormalig Braziliaans beachvolleybalster. Met Adriana Behar werd ze tweemaal wereldkampioen en won ze tweemaal de zilveren medaille op de Olympische Spelen. Daarnaast won ze zevenmaal het eindklassement van de FIVB World Tour.

## Carrière

### 1991 tot en met 1999
Shelda stapte in 1991 over van zaalvolleybal naar beachvolleybal. Datzelfde jaar was ze betrokken bij een verkeersongeval waarbij ze een zenuwbeschadiging aan haar rechterhand opliep die haar sportieve carrière bedreigde. Ze leerde zichzelf echter aan met links te smashen met en kon zo doorgaan met professioneel volleybal. Ze debuteerde in 1995 in de World Tour met Isabel Salgado. Het duo speelde drie wedstrijden voordat Shelda eind 1995 van partner wisselde naar Adriana Behar met wie ze tot en met 2007 zou spelen. Het tweetal speelde het seizoen 1995/96 nog twee toernooien voordat ze in 1996 met een derde plaats in Maceio het nieuwe seizoen aanvingen. Dat jaar speelden ze nog zeven wedstrijden in de World Tour met twee overwinningen (Carolina en Jakarta) en vier derde plaatsen (Recife, Espinho, Oostende en Salvador).
In 1997 begon het duo het seizoen met een vierde plaats in Rio de Janeiro en een tweede plaats in Melbourne. In de zomer werden ze eenmaal eerste (Marseille), tweemaal tweede (Pescara en Espinho), eenmaal derde (Osaka) en eenmaal vierde (Busan). Bij de eerste officiële wereldkampioenschappen beachvolleybal in Los Angeles wonnen Shelda en Behar de bronzen medaille nadat ze in de halve finale werden uitgeschakeld door hun landgenoten en latere wereldkampioenen Jackie Silva en Sandra Pires. Na afloop van het WK wonnen ze het toernooi in Salvador en sloten ze het seizoen af als winnaar van de FIVB World Tour.
Het jaar daarop behaalden Shelda en Behar bij de zeven World Tour-toernooien waar ze aan deelnamen vijf overwinningen (Rio de Janeiro, Vasto, Osaka, Dalian en Salvador) en twee tweede plaatsen (Toronto en Marseille). Ze wonnen daardoor opnieuw het eindklassement van de World Tour. Daarnaast wonnen ze de gouden medaille bij de Goodwill Games in New York. In 1999 won het tweetal de wereldtitel in Marseille na het Amerikaanse duo Annett Davis en Jenny Jordan in de finale verslagen te hebben. Bij de resterende vijf toernooien in de World Tour werden ze viermaal eerste (Acapulco, Osaka, Dalian en Salvador) en eenmaal tweede (Toronto), waardoor ze voor de derde keer  de eindzege behaalden. Bovendien wonnen Shelda en Behar het goed bij de Pan-Amerikaanse Spelen in Winnipeg ten koste van de Amerikanen Marsha Miller en Jenny Pavley.

### 2000 tot en met 2003
Shelda en Behar boekten in 2000 vier overwinningen in de World Tour (Rosarito, Toronto, Gstaad en Osaka) en eindigden driemaal op het podium bij de elf wedstrijden die ze in totaal speelden. Het duo won opnieuw het eindklassement van de World Tour. Bij de Olympische Spelen in Sydney verloren ze de finale van het Australische duo Natalie Cook en Kerri Pottharst, waardoor ze genoegen moesten nemen met het zilver. Het jaar daarop behaalden ze enkel podiumplaatsen in de World Tour met overwinningen in Gstaad, Gran Canaria, Osaka, Maoming, Hongkong en Fortaleza. In Klagenfurt prolongeerden Shelda en Behar hun wereldtitel ten koste van hun landgenoten Sandra Pires en Tatiana Minello. Ze werden hiermee voor de vijfde opeenvolgende keer winnaar van de World Tour. Bij de Goodwill Games in Brisbane won het duo verder de zilveren medaille.
In 2002 namen Shelda en Behar deel aan elf FIVB-toernooien. Ze werden tweemaal eerste (Osaka en Mallorca), driemaal tweede (Gstaad, Montréal en Klagenfurt) en eenmaal derde (Stavanger). Het daaropvolgende jaar behaalde het tweetal bij negen reguliere toernooien in de World Tour acht podiumplaatsen, maar geen overwinning. In Rodos, Osaka en Milaan eindigde het duo als tweede en in Berlijn, Stavanger, Marseille en Klagenfurt als derde. Bij de WK in eigen land wisten Shelda en Behar hun titel niet te prolongeren; ze wonnen in Rio de Janeiro het zilver nadat ze de finale verloren hadden van het Amerikaanse duo Kerri Walsh en Misty May.

### 2004 tot en met 2009
In 2004 speelden Shelda en Behar negen toernooien in de World Tour. Ze wonnen in Osaka, Berlijn en Milaan en eindigden als tweede in Fortaleza, Gstaad, Klagenfurt en Rio de Janeiro en als derde in Rodos en Shanghai. Het duo won hiermee voor de zesde keer het eindklassement van de World Tour. Bij de Olympische Spelen in Athene behaalden Shelda en Behar opnieuw de zilveren medaille nadat ze de finale verloren van de wereldkampioenen Walsh en May. Het jaar daarop haalden ze bij zes van de twaalf wedstrijden het podium zonder overwinning. Het tweetal werd bij de WK in Berlijn in de zevende herkansingsronde uitgeschakeld door het Chinese duo Tian Jia en Wang Fei waardoor het als vijfde eindigde.
Shelda en Behar deden in 2006 aan tien wedstrijden mee met als beste resultaat twee tweede plaatsen in Stavanger en Marseille. Daarnaast werden ze derde in  Sint-Petersburg; bij zes van de zeven overige toernooien eindigden het tweetal in de top tien. In 2007 speelde het duo in totaal elf toernooien. Op de WK in Gstaad kwamen Shelda en Behar niet verder dan de zestiende finale die ze verloren van het Australische duo Tamsin Barnett en Natalie Cook. Bij de reguliere World Tour-toernooien werden ze een keer tweede in Warschau en een keer derde in Montréal. Nadat Behar in Fortaleza haar laatste wedstrijd had gespeeld, vormde Shelda een duo met Ana Paula Connelly.
Shelda en Ana Paula speelden in 2008 veertien toernooien in de World Tour waarvan ze er drie wonnen (Stare Jabłonki, Gstaad en Klagenfurt). Daarnaast eindigden ze als tweede in Seoel en als derde in Adelaide en Guaruja. Ze sloten het seizoen af als winnaars van het eindklassement in de World Tour. Het tweetal nam niet deel aan de Olympische Spelen in Peking; Ana Paula deed als vervanger van Juliana Felisberta da Silva wel met Larissa França mee aan de Spelen. Het jaar daarop speelden Shelda en Ana Paula nog tien wedstrijden, waaronder de WK in Stavanger. Het duo werd daarbij vierde nadat ze eerst de halve finale verloren van de latere wereldkampioenen April Ross en Jennifer Kessy en vervolgens de troostfinale van hun landgenoten Talita Antunes da Rocha en Maria Antonelli. Met een zevende plaats in Barcelona sloot Shelda haar sportieve carrière in september 2009 af.

## Palmares
Kampioenschappen
- 1997:  WK
- 1998:  Goodwill Games
- 1999:  WK
- 1999:  Pan-Amerikaanse Spelen
- 2000:  OS
- 2001:  WK
- 2001:  Goodwill Games
- 2003:  WK
- 2004:  OS
- 2005: 5e WK
- 2009: 4e WK

FIVB World Tour
- 1996:  Rio de Janeiro Open
- 1996:  World Series Maceio
- 1996:  World Series Recife
- 1996:  World Series Espinho
- 1996:  World Series Oostende
- 1996:  Grand Slam Carolina
- 1996:  World Series Salvador
- 1996:  World Series Jakarta
- 1997:  Melbourne Open
- 1997:  Pescara Open
- 1997:  Marseille Open
- 1997:  Espinho Open
- 1997:  Osaka Open
- 1997:  Salvador Open
- 1997:  FIVB World Tour
- 1998:  Rio de Janeiro Open
- 1998:  Toronto Open
- 1998:  Vasto Open
- 1998:  Marseille Open
- 1998:  Osaka Open
- 1998:  Dalian Open
- 1998:  Salvador Open

- 1998:  FIVB World Tour
- 1999:  Acapulco Open
- 1999:  Toronto Open
- 1999:  Osaka Open
- 1999:  Dalian Open
- 1999:  Salvador Open
- 1999:  FIVB World Tour
- 2000:  Rosarito Open
- 2000:  Cagliari Open
- 2000:  Toronto Open
- 2000:  Gstaad Open
- 2000:  Grand Slam Chicago
- 2000:  Marseille Open
- 2000:  Osaka Open
- 2000:  FIVB World Tour
- 2001:  Macau Open
- 2001:  Cagliari Open
- 2001:  Gstaad Open
- 2001:  Gran Canaria Open
- 2001:  Grand Slam Marseille
- 2001:  Espinho Open
- 2001:  Osaka Open
- 2001:  Maoming Open
- 2001:  Hongkong Open
- 2001:  Fortaleza Open
- 2001:  FIVB World Tour
- 2002:  Gstaad Open
- 2002:  Stavanger Open
- 2002:  Montréal Open
- 2002:  Grand Slam Klagenfurt
- 2002:  Osaka Open
- 2002:  Mallorca Open
- 2003:  Rodos Open
- 2003:  Gstaad Open

- 2003:  Grand Slam Berlijn
- 2003:  Stavanger Open
- 2003:  Grand Slam Marseille
- 2003:  Grand Slam Klagenfurt
- 2003:  Osaka Open
- 2003:  Milaan Open
- 2004:  Fortaleza Open
- 2004:  Rodos Open
- 2004:  Shanghai Open
- 2004:  Osaka Open
- 2004:  Gstaad Open
- 2004:  Grand Slam Berlijn
- 2004:  Grand Slam Klagenfurt
- 2004:  Milaan Open
- 2004:  Rio de Janeiro Open
- 2004:  FIVB World Tour
- 2005:  Shanghai Open
- 2005:  Osaka Open
- 2005:  Gstaad Open
- 2005:  Montréal Open
- 2005:  Athene Open
- 2005:  Bali Open
- 2006:  Grand Slam Stavanger
- 2006:  Marseille Open
- 2006:  Sint-Petersburg Open
- 2007:  Warschau Open
- 2007:  Montréal Open
- 2008:  Adelaide Open
- 2008:  Seoel Open
- 2008:  Stare Jabłonki Open
- 2008:  Grand Slam Gstaad
- 2008:  Grand Slam Klagenfurt
- 2008:  Guaruja Open
- 2008:  FIVB World Tour